# 代塔里
代塔里（Daitari），是印度奥里萨邦Kendujhar县的一个城镇。总人口4239（2001年）。

## 人口
该地2001年总人口4239人，其中男性2273人，女性1966人；0—6岁人口483人，其中男272人，女211人；识字率69.38%，其中男性为77.56%，女性为59.92%。